# Schizonycha hermanni
Schizonycha hermanni är en skalbaggsart som beskrevs av Brenske 1898. Schizonycha hermanni ingår i släktet Schizonycha och familjen Melolonthidae. Inga underarter finns listade i Catalogue of Life.